# Elixir (forma farmacêutica)
Elixires são preparações de um fármaco num solvente alcoólico.Utilizados para fármacos não solúveis em água.